# Bitwa o Monte Grappa
Bitwy o Monte Grappa – wspólne określenie na trzy bitwy stoczone na froncie włoskim I wojny światowej pomiędzy armiami Austro-Węgier a Królestwem Włoch o kontrolę nad masywem Monte Grappa.

## Historia
Pierwsza z trzech bitew była najsławniejsza, ponieważ zatrzymała ofensywę Austrii podczas austriackiej letniej ofensywy w 1917 roku. Szef włoskiego sztabu generalnego – Luigi Cadorna – nakazał zbudować fortyfikacje na szczycie Monte Grappa, aby z góry zrobić twierdzę, która byłaby nie do zdobycia. Kiedy austriacka letnia ofensywa w 1917 rozgromiła Włochów, przewidywanie Cadorna uratowała Włochy od totalnej klęski, ponieważ Austriacy z pomocą niemieckiej armii Deutsches Alpenkorps nie zdołali zdobyć szczytu góry podczas pierwszej bitwy o Monte Grappa od 11 listopada 1917 roku do 23 grudnia tego samego roku. W ten sposób front włoski wzdłuż rzeki Piawa ustabilizował się i chociaż Austriacy widzieli Wenecję ze swoich pozycji, nigdy jej nie zdobyli
Druga bitwa o Monte Grappa była uzupełnieniem szerszej ofensywy austriackiej w 1918 roku, która była ostatnią operacją ofensywną armii Austro-Węgierskiej w I wojnie światowej.
Trzecia bitwa o Monte Grappa rozpoczęła się 24 października 1918 roku w ramach ostatniej włoskiej ofensywy, kiedy to dziewięć dywizji włoskich zaatakowało austriackie pozycje na Monte Grappa. Austriacy natychmiast zwiększyli swoje siły na górze od dziewięciu do piętnastu dywizji, tym samym angażując wszystkie pozostałe rezerwy, ale zniszczona armia austriacka rozpoczęła odwrót 28 października, kiedy Czechosłowacja ogłosiła niepodległość od Austro-Węgier.

## W kulturze popularnej
Monte Grappa pojawia się w strzelance pierwszoosobowej Battlefield 1 firmy Electronic Arts z 2016 roku jako mapa do gry w trybie wieloosobowym. Akcja rozgrywa się podczas ostatecznej włoskiej ofensywy w trzeciej bitwie o Monte Grappa. W trybie dla jednego gracza gracz wciela się w żołnierza oddziałów Arditi o imieniu Luca Vincenzo Cocchiola. W trybie wieloosobowym istnieje możliwość wcielenia się w żołnierza armii włoskiej lub austro-węgierskiej, w zależności od wybranej strony.

## Galeria

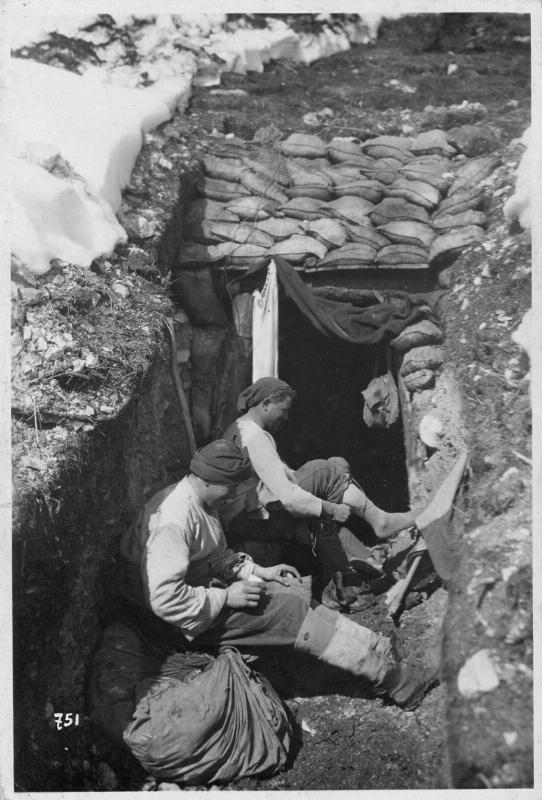
Włoscy żołnierze w okopach na Monte Grappa
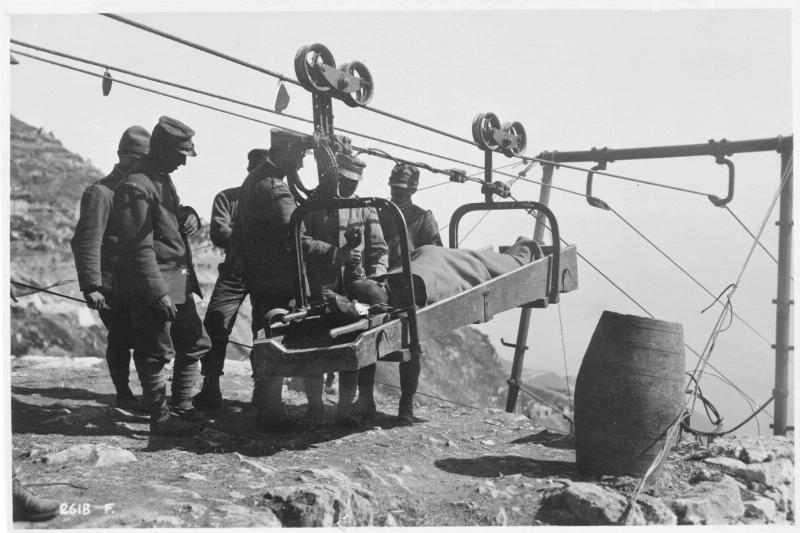
Transport rannych ze szczytu za pomocą kolejki linowej
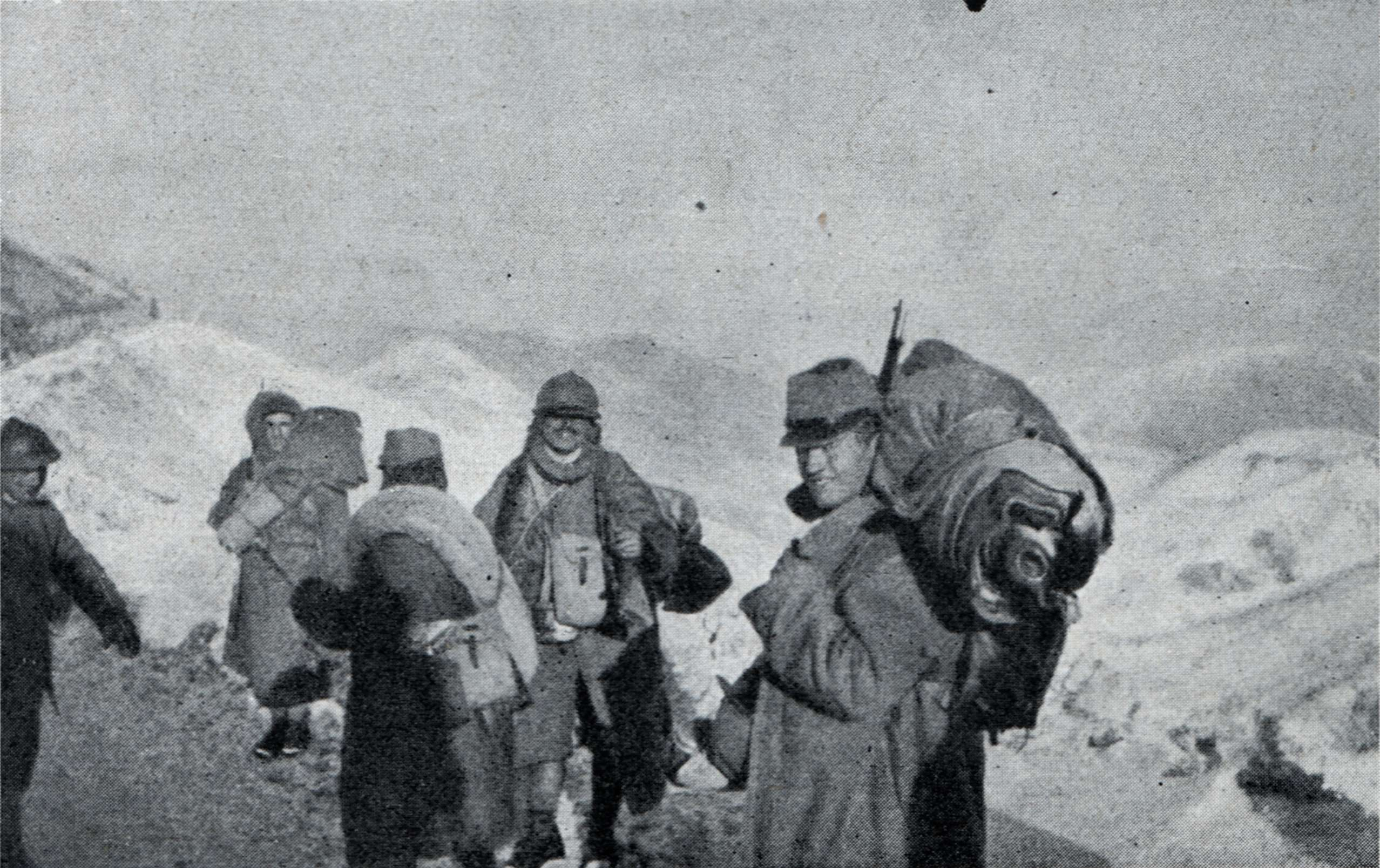
Włoscy żołnierze maszerują w śniegu na Monte Grappa